# Sinocnemis
Sinocnemis is een geslacht van libellen (Odonata) uit de familie van de Megapodagrionidae (Vlakvleugeljuffers).

## Soorten
Sinocnemis omvat 3 soorten:
- Sinocnemis dumonti Wilson & Zhou, 2000
- Sinocnemis henanensis Wang, 2003
- Sinocnemis yangbingi Wilson & Zhou, 2000